# Korczyna (Subkarpaten)
Korczyna is een dorp in de Poolse woiwodschap Subkarpaten. De plaats maakt deel uit van de gemeente Korczyna en telt 5000 inwoners.

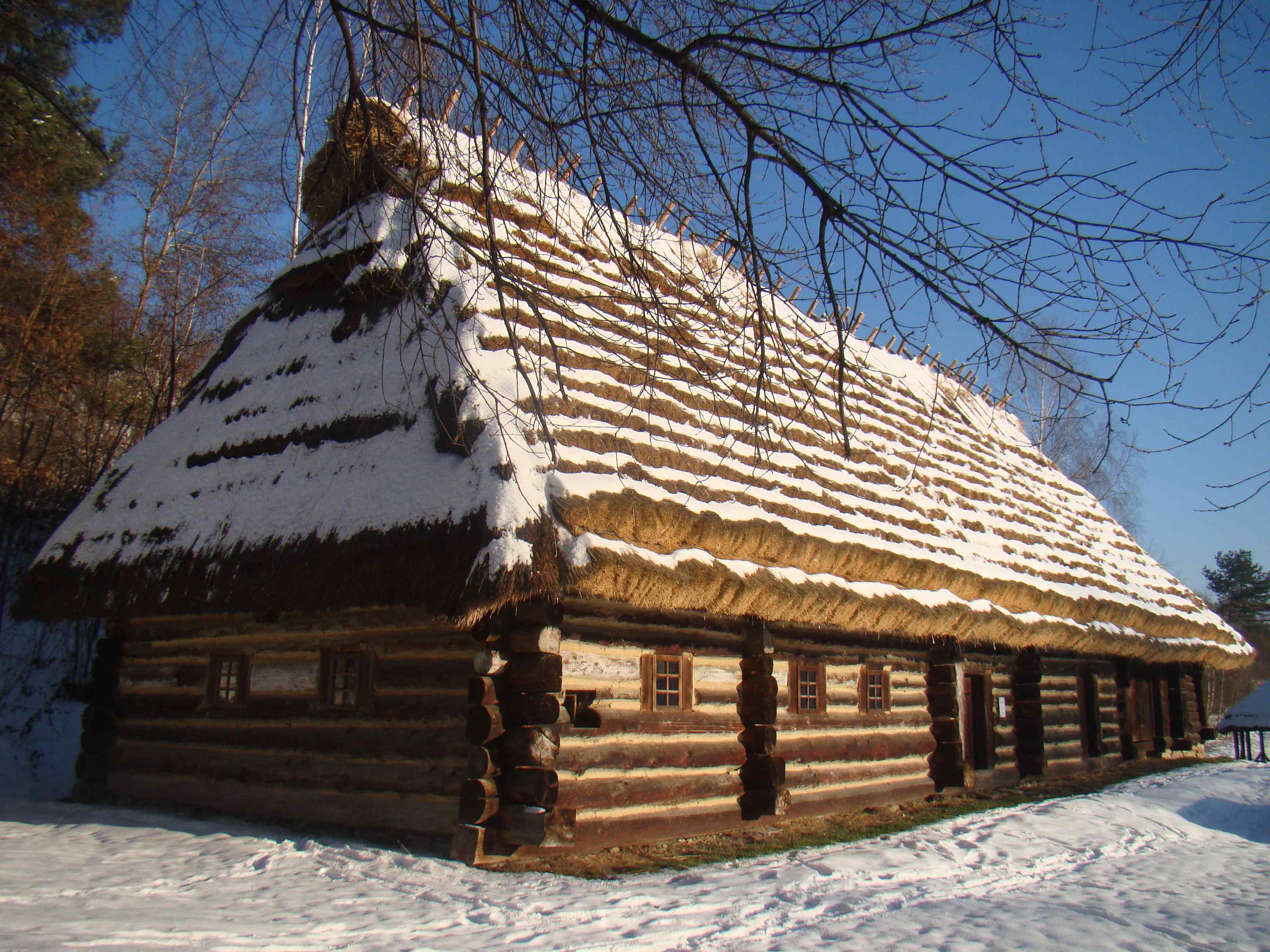
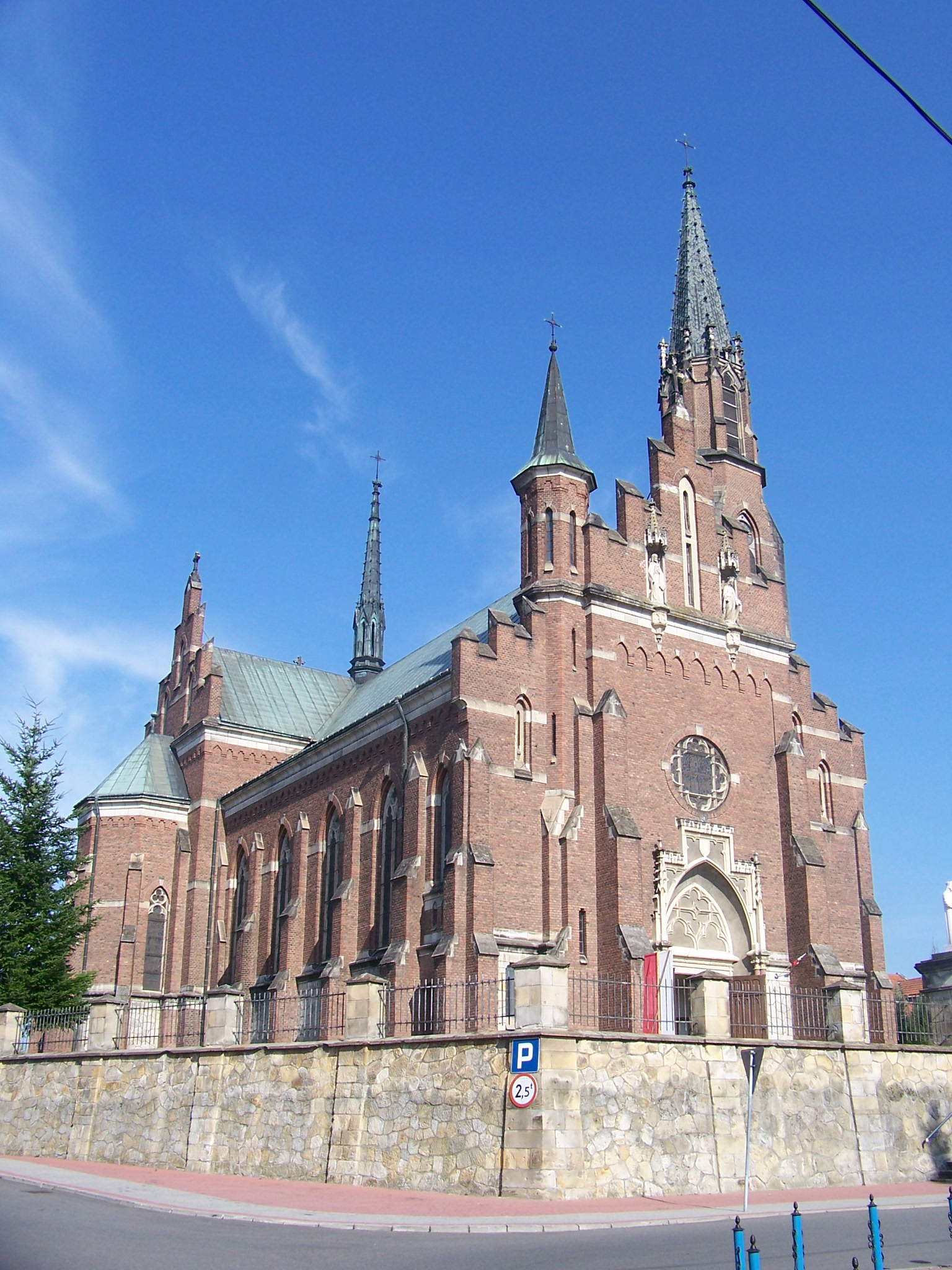